# Bandera de Maynas
La bandera peruana de la Provincia de Maynas  y a la vez es la  Bandera de Iquitos es utilizada en ámbitos políticos y a la vez en cada evento importante de las localidades dentro del territorio jurisdiccional de Maynas. Es de color verde sólido en todo el entorno del Interior a excepción del centro que lleva el Escudo de la provincia, casi siempre es confundida con la bandera de su propia región.
- Datos: Q22973337